# Адольф Гитлер в массовой культуре

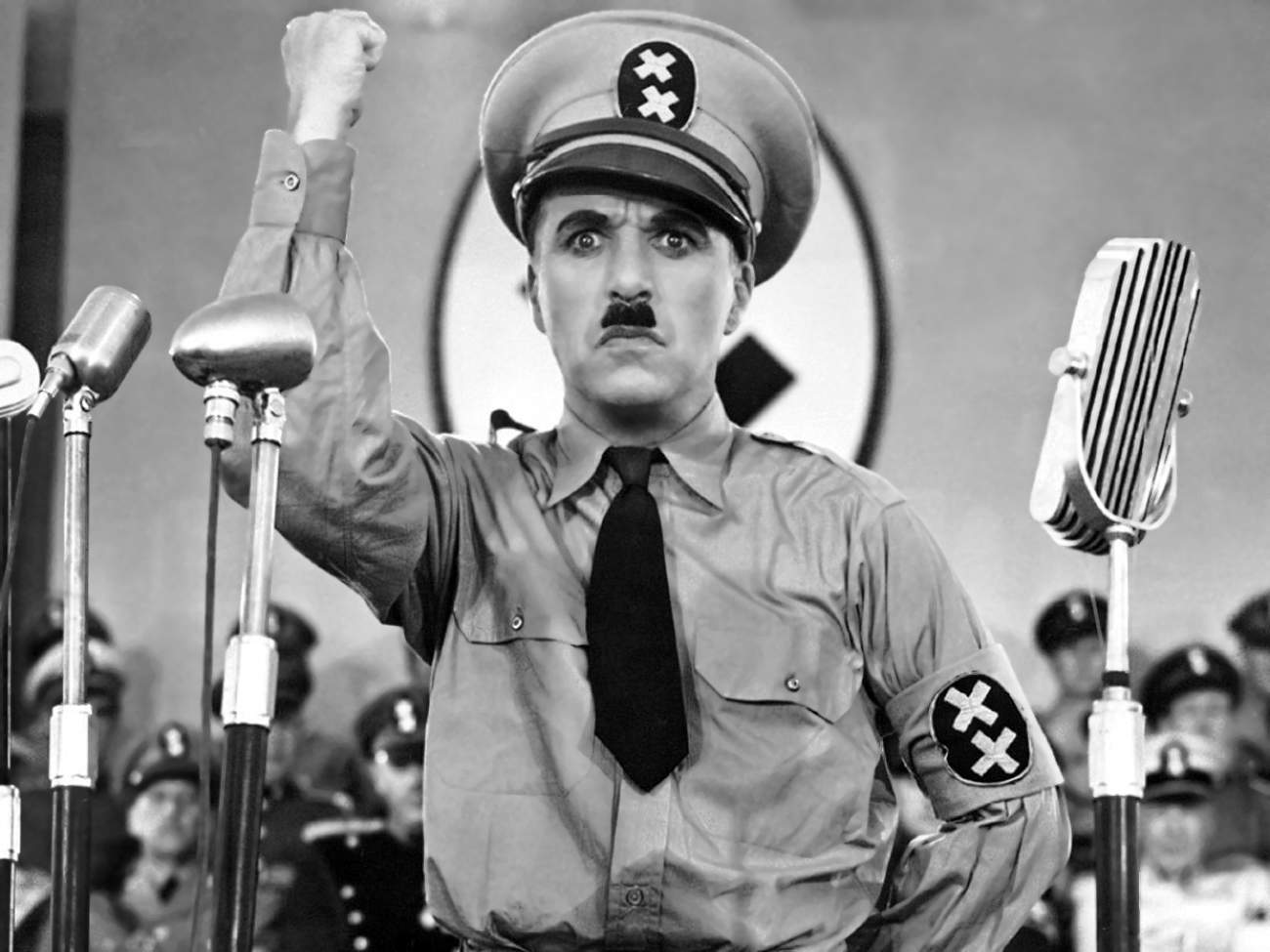
Чарли Чаплин в роли «Аденоида Хинкеля» в фильме «Великий диктатор», 1940 год

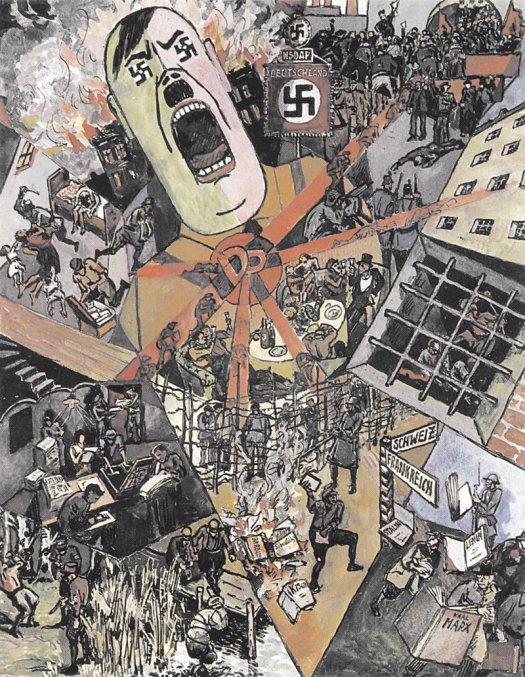
«Третий рейх», картина 1934 года немецкого художника-антинациста в изгнании Генриха Фогелера

Адольф Гитлер, диктатор Германии с 1933 по 1945 год, был представлен в популярной культуре с тех пор, как он стал известным политиком в Германии. Его отличительный образ часто пародировался его противниками. Пародии стали гораздо более заметными за пределами Германии в период его пребывания у власти. После окончания Второй мировой войны изображения Гитлера, как серьезные, так и сатирические, продолжали занимать видное место в популярной культуре. Во многих периодических изданиях, книгах и фильмах Гитлер и нацизм выступают в роли архетипического зла. Такое отношение не ограничивается художественной литературой, но широко распространено среди авторов научной литературы, которые обсуждали его в таком ключе. Гитлер сохранил очарование и с других точек зрения; среди многих сопоставимых примеров — выставка в Немецком историческом музее, которую посетило множество людей.

## Изображения Гитлера при его жизни

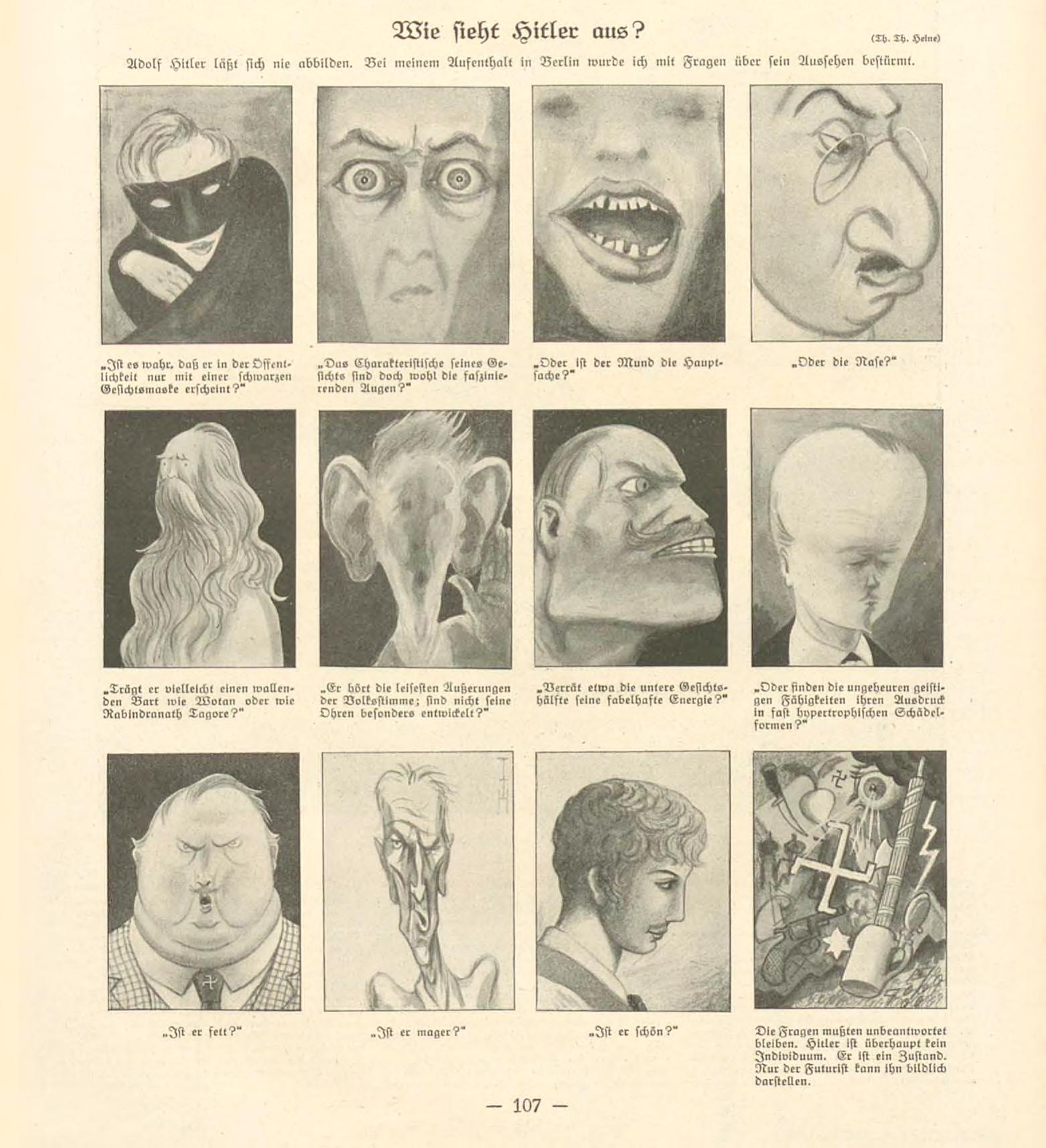
Как выглядит Гитлер? Карикатурист неизвестен. Сатирическая галерея из номера «Симплициссимус» от 5-28-23\105-116 в начале мюнхенской политической карьеры Гитлера, когда еще не было общедоступных фотографий.

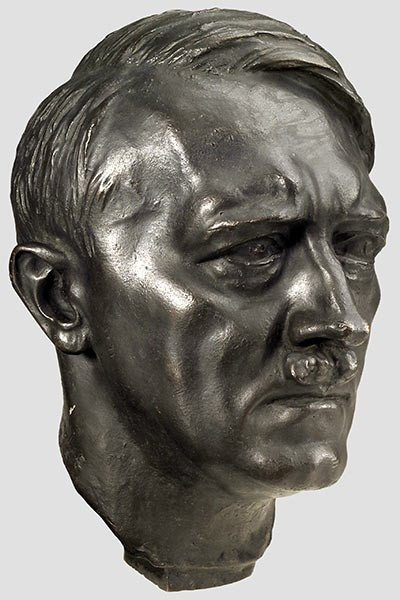
Более поздний героический образ Гитлера (скульптор Арно Брекер)

В многочисленных произведениях популярной музыки и литературы Адольф Гитлер занимает видное место.
В Германии, до того как он пришел к власти, Гитлер часто изображался сатирически в газетных карикатурах и пропаганде политических врагов. Фотомонтажист Джон Хартфилд регулярно изображал Гитлера абсурдными образами в своих антинацистских плакатах. После прихода нацистов к власти в стране в январе 1933 года Гитлер в основном изображался как богоподобная фигура, любимая и уважаемая немецким народом, как показано, например, в фильме «Триумф воли», одним из продюсеров которого был Гитлер.

Исключением стал немецкий фильм «Завещание доктора Мабузе» (The Testament of Dr. Mabuse) 1933 года выпуска, который был запрещён нацистским министерством пропаганды. Многие критики считают изображение Фрицем Лангом маньяка-убийцы, возглавляющего криминальную империю из стен психиатрической лечебницы, аллегорией прихода нацистов к власти в Германии.
За пределами Германии личность Гитлера часто пародировалась. Пьеса Джорджа Бернарда Шоу «Женева» 1936 года включает карикатуру на Гитлера в образе герра Баттлера, выступающего перед международным трибуналом со своими друзьями синьором Бомбардоне (Муссолини) и генералом Фланко (Франко). Существует множество карикатур, высмеивающих его отличительные черты, например, карикатуры Дэвида Лоу.

### После начала войны
Другим ранним примером загадочного изображения является пьеса Бертольта Брехта 1941 года «Неудержимое восстание Артуро Уи», в которой Гитлер в образе главного героя Артуро Уи, безжалостно высмеивается чикагский рэкетир, торгующий цветной капустой. Брехт, который был немцем, но уехал, когда нацисты пришли к власти, также выразил свое несогласие с национал-социалистическим и фашистским движениями в других пьесах, таких как «Мамаша кураж» и «Страх и нищета Третьего рейха».
За пределами Германии Гитлера высмеивали или изображали как маньяка. В голливудских фильмах того времени есть много примечательных примеров. Несколько короткометражек «Три марионетки», первой из которых является «Ты, нацистский шпион!» (1940), самая первая голливудская работа, высмеивающая Гитлера и нацистов, в которой мальчики, с Мо Ховардом, изображающим «Мо Хейлстоуна», как персонажа Гитлера, становятся диктаторами вымышленной страны Мороника. Этот короткометражный фильм, в частности, подразумевает, что за приходом Гитлера к власти стояли деловые интересы, и, как говорили, был любимой темой короткометражек Мо Ховарда и Ларри Файна «Марионетки». Годом позже было выпущено продолжение под названием «Я больше никогда не буду Хайль». Это иллюстрировало разногласия между Гитлером и Лигой наций. В других короткометражках «Три марионетки» Гитлер упоминается как «Шикльгрубер» в связи с именем при рождении его отца Алоиса Гитлера. Впервые вышедший примерно через девять месяцев после первой короткометражки The Stooges, высмеивающей нацистов, Чарли Чаплин высмеял Гитлера в роли «Аденоида Хинкеля», шутовского диктатора Томайнии, в своем фильме 1940 года «Великий диктатор». Это одна из самых узнаваемых пародий на Гитлера.

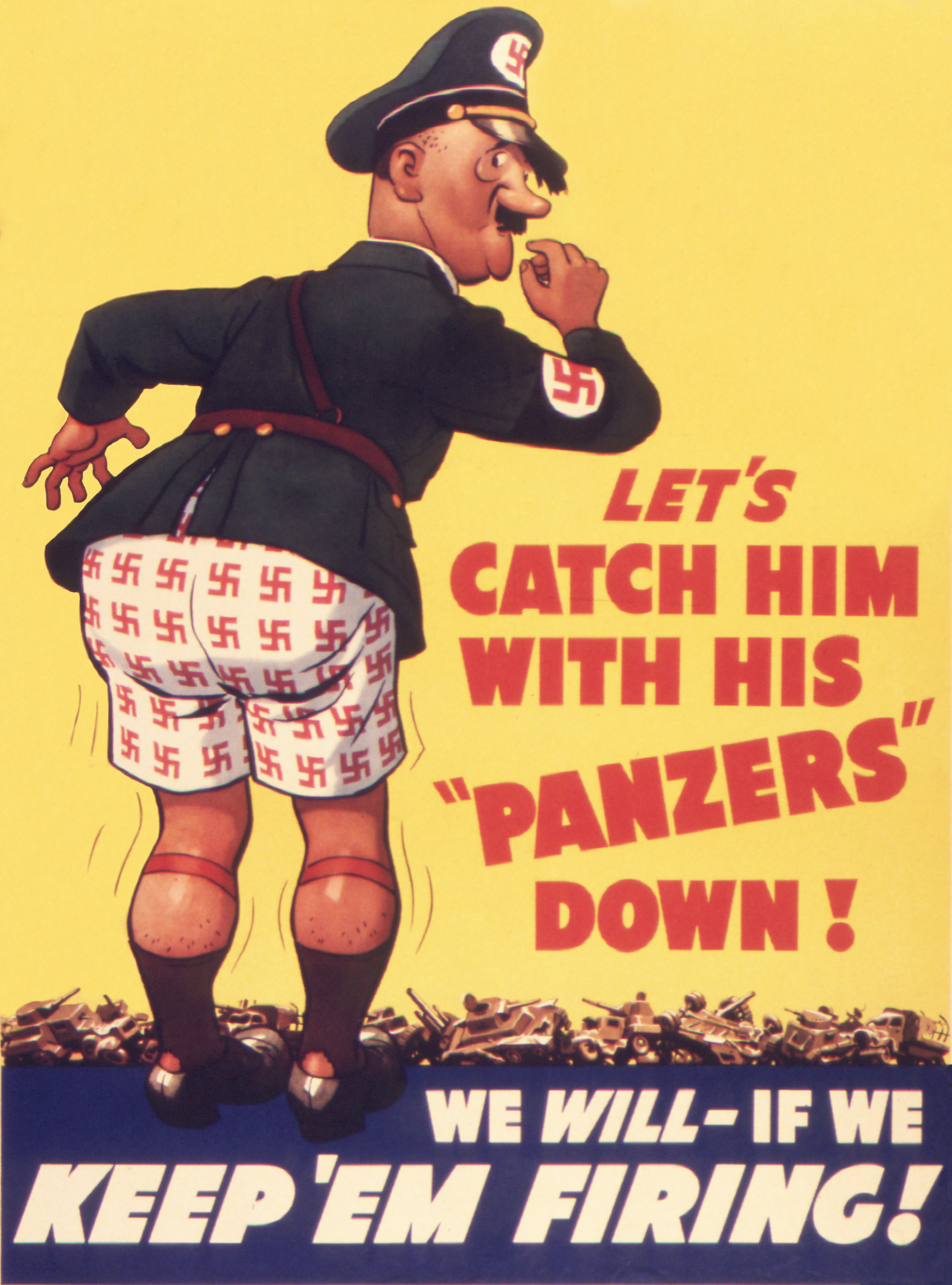
Американский плакат, изображающий Гитлера с его «опущенными танками»

Особенно во время Второй мировой войны Гитлер был карикатурно изображён в многочисленных короткометражных анимационных фильмах, включая Лицо фюрера, пропагандистский мультфильм Диснея 1942 года с участием Дональда Дака (вдохновленный исполнением Спайком Джонсом песни, написанной Оливером Уоллесом), и Warner Bros. мультфильм «Герр встречает зайца» с участием Багза Банни. Однако первое появление Гитлера в мультфильме Warner Brothers состоялось в 1933 году в короткометражном фильме Боско «Picture Show», где Гитлер показан преследующим Джимми Дюранте с топором. Джордж Гросс написал картину «Каин, или Гитлер в аду» (1944), на которой мертвые атакуют Гитлера в аду. Художник-фотомонтажист Джон Хартфилд часто использовал образ Гитлера в качестве мишени для своей фирменной колючей сатиры при жизни Гитлера. В фильме Фрица Ланга «Охота на человека» 1941 года, который вышел на экраны перед вступлением Америки в войну, Гитлер виден в прицел британского охотничьего ружья. В фильмах Эрнста Любича 1942 года «Быть или не быть» (а также в ремейке Мела Брукса 1983 года)

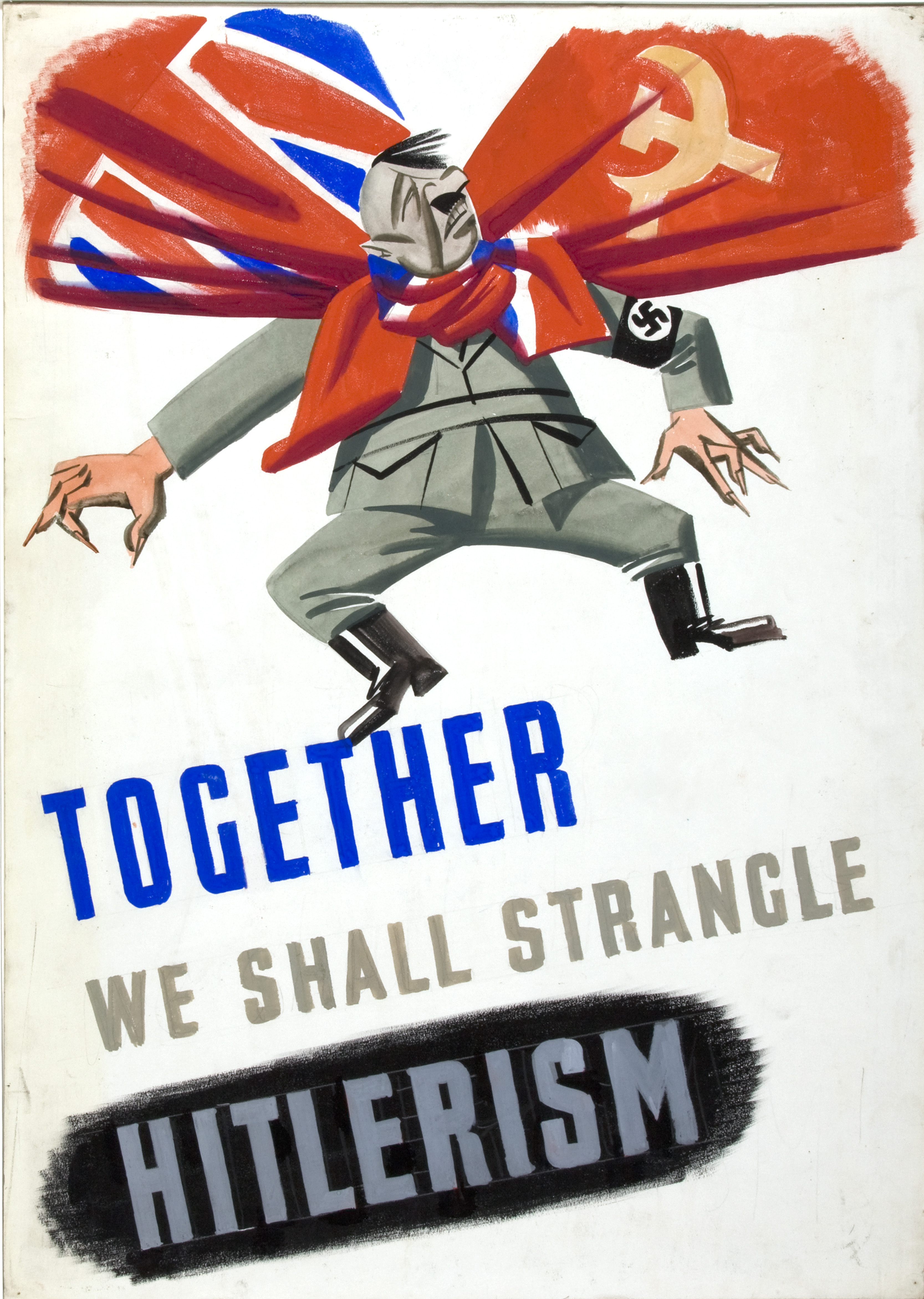
Британский пропагандистский плакат

Одна пародия на Гитлера появилась в короткометражном пропагандистском фильме, созданном в 1942 году Чарльзом А. Ридли из Министерства информации Великобритании, который, среди прочего, носил названия «Шихлегрубер» — «Совершающий прогулку по Ламбету» и «Прогулка по Ламбету» в нацистском стиле. В фильме представлены кадры с Гитлером и другими нацистами, взятые из «Триумфа воли» и отредактированные таким образом, чтобы казалось, что они маршируют и танцуют под «Ламбетскую прогулку», танец, распространенный в то время (в том числе в Германии), но презираемый нацистами. Использование отснятого материала было предназначено для того, чтобы зрители Великобритании и других союзных стран хорошенько посмеялись и разозлили нацистов. Фильм был распространен без аккредитации различными кинохроникальными компаниями, которые дали фильму другие названия, такие как «Хох дер Ламбет Валк: Интерлюдия во время смеха», Ламбетская аллея — в нацистском стиле, Генерал Адольф вступает во владение и танковый балет. Компании, производящие кинохронику, предоставили бы свое собственное повествование для клипа. Когда глава нацистской пропаганды Йозеф Геббельс увидел этот фильм, он пришел в такую ярость, что покинул кинозал, пиная стулья и выкрикивая ругательства.
Помимо фильмов, Гитлер был предметом нескольких супергероев комиксов, которые прямо или косвенно сражались с Гитлером в комиксах, опубликованных во время Второй мировой войны. Супергерои, которые сражались с Гитлером, включают Супермена, Капитана Америку, Щит и Подводника Намора. На обложке Captain America Comics #1, первого комикса о Капитане Америке, было изображено, как Капитан Америка бьет Гитлера в челюсть. Главный враг капитана Америки, Красный Череп, был известен как ученик Гитлера. В «Супермене #15» появился диктатор Разан, который попытался вторгнуться в соседнюю демократическую страну. Супермен разгромил свою армию, а Разан был застрелен при попытке к бегству.
Одна история о Супермене, в которой Супермен побеждает Гитлера, примечательна тем, что вызвала отклик в официальных нацистских СМИ. История называлась «Как Супермен закончит войну» и была опубликована не в комиксе, а в журнале Look в 1940 году. История была опубликована при полном содействии Джерри Сигела и Джо Шустера, создателей персонажа Супермена. Так случилось, что и Сигел, и Шустер были евреями и, следовательно, считались врагами нацистской Германии, поэтому, хотя Соединенные Штаты все еще официально сохраняли нейтралитет, Сигел и Шустер таковыми не были. «Как Супермен закончил бы войну» признается в самом журнале как выходящий за рамки обычной преемственности Супермена и неканонический. Как следует из названия, «Как Супермен закончил бы войну» — это история, подробно описывающая гипотетический сценарий, в котором Супермен вмешивается во Вторую мировую войну. История начинается на линии Зигфрида, где немецкие солдаты видят летящего к ним Супермена. Затем Супермен приземляется, и хотя солдаты стреляют в него, пули не действуют.
Один нацист в Соединенных Штатах прочитал номер журнала Look и комикс о Супермене в нем, когда он был опубликован, и предупредил эсэсовскую газету Das Schwarze Korps о его содержании. В апреле 1940 года Das Schwarze Korps опубликовал статью, осуждающую комикс, Супермена и лично его соавтора Джерри Сигела. Статья, озаглавленная «Джерри Сигел атакует!», критикует Супермена как человека «с чрезмерно развитым телом и недоразвитым умом» и в типичной нацистской манере неоднократно использует антисемитские выражения для описания истории и осуждения Сигела. Такие формулировки включают в себя вступительное предложение, где Сигел описывается как «интеллектуально и физически обрезанный парень». Статья также является нападкой на мораль самого Сигела, утверждая, что он создал Супермена только для того, чтобы заработать на нем деньги. Супермена еще больше осуждают, когда в нем упоминается сцена с Гитлером и Сталиным, переданная Лиге Наций, и отмечается, что его костюм супергероя, вероятно, нарушает дресс-код в здании, но этот Супермен над Гитлером насмехались в сатирических народных песнях, таких как «Сталин не останавливался», или когда были созданы новые тексты к старым песням, таким как «У Гитлера только один мяч» (на мотив «Марша полковника Пугала»).

## Изображения Гитлера после его смерти

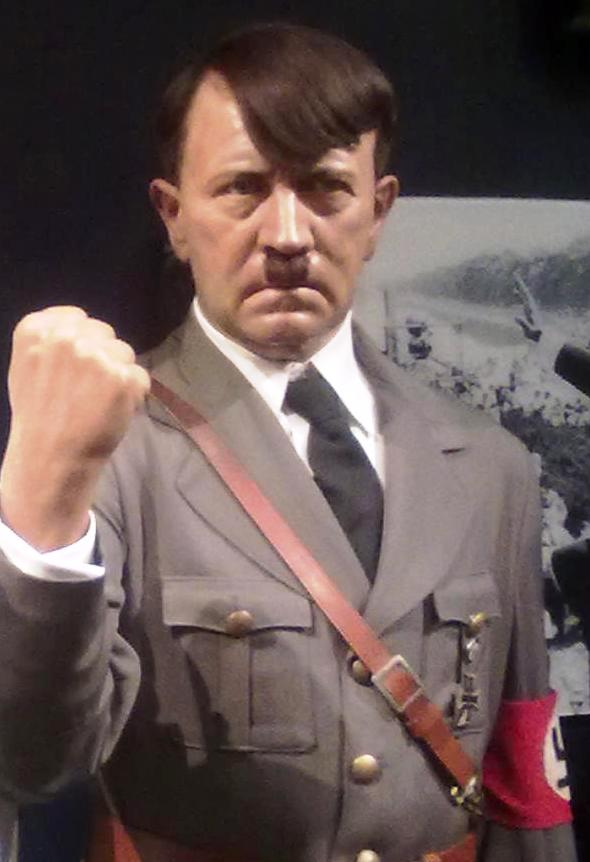
Восковая модель Гитлера в секции «Комната ужасов» в Музее Мадам Тюссо, Лондон (на фото июнь 2011)

После его смерти Гитлера продолжали изображать некомпетентным или глупым. Однако, хотя антисемитская политика Гитлера была хорошо известна при его жизни, только после его смерти стали известны все масштабы Холокоста и других нацистских зверств. Это, вкупе с тем, что Гитлер больше не представляет угрозы, привело к тому, что Гитлер стал персонифицироваться как зло.
Телевизионный фильм 2003 года «Гитлер: восстание зла» с Робертом Карлайлом в главной роли рассказывает о полу-вымышленной жизни Гитлера.
Фильм «Молох» (1999) режиссера Александра Сокурова с Леонидом Мозговым в главной роли рассказывает о жизни Гитлера в его горном убежище Бергхоф близ Берхтесгадена во время войны, в значительной степени опираясь на застольную беседу Гитлера, опубликованную после войны.
Последние дни Гитлера были показаны в нескольких фильмах, сначала в «Летнем акте» (1955) режиссера Георга Вильгельма Пабста с Альбином Шкодой в главной роли диктатора; затем была пятая и заключительная часть советского киносериала «Освобождение» (1969-72) режиссера Юрия Озерова с Фрицем Дицем в главной роли. актер, который обычно изображал Гитлера в ряде восточногерманских фильмов начиная с 1955 года. Британская телевизионная постановка «Смерть Адольфа Гитлера» (7 января 1973 года) с Фрэнком Финли в главной роли и «Гитлер: последние десять дней» (1973) режиссера Эннио де Кончини с сэром Алеком Гиннессом в главной роли были первыми западными фильмами. Пятой итерацией стал американский телефильм «Бункер» (1981) режиссера Джорджа Шефера с сэром Энтони Хопкинсом в главной роли
Гитлер был изображен в телевизионном мини-сериале «Внутри третьего рейха» (1982) сэром Дереком Джейкоби, который был номинирован на премию «Эмми» за свою игру. Гитлер также был изображен в фильме Дэвида Бамбера «Валькирия», в котором рассказывается о покушении на его жизнь в июле 1944 года.
Другим примером репрезентации Гитлера являются комедийные фильмы, такие как комедия Мела Брукса "Продюсеры показали сатирическую пьесу в пьесе[что?] под названием «Весна для Гитлера» с танцующими нацистами и песнями о завоевании Европы. В более поздней комедии Брукса «История мира, часть I» был показан «Гитлер на льду».
Гитлер также снимался в экспериментальных фильмах. Гитлер: фильм из Германии (1978), четырехсерийный экспериментальный фильм о Гитлере продолжительностью 442 минуты режиссера Ханса-Юргена Сиберберга с Хайнцем Шубертом в главной роли. Аналогичный нелинейный подход Сиберберга, уподобляющий Гитлера также кинорежиссеру, был использован в фильме «Пустое зеркало» (1996) режиссера Барри Дж. Херши с Норманом Родуэем в главной роли, в котором рассказывается о Гитлере, пережившем Вторую мировую войну, живущем в секретном подземном бункере, и который сегодня является проходит психоанализ, проводимый Зигмундом Фрейдом.
Косовар Эмин Хиновчи привлек значительное внимание средств массовой информации своим поразительным сходством с Гитлером и последующим подражанием ему.

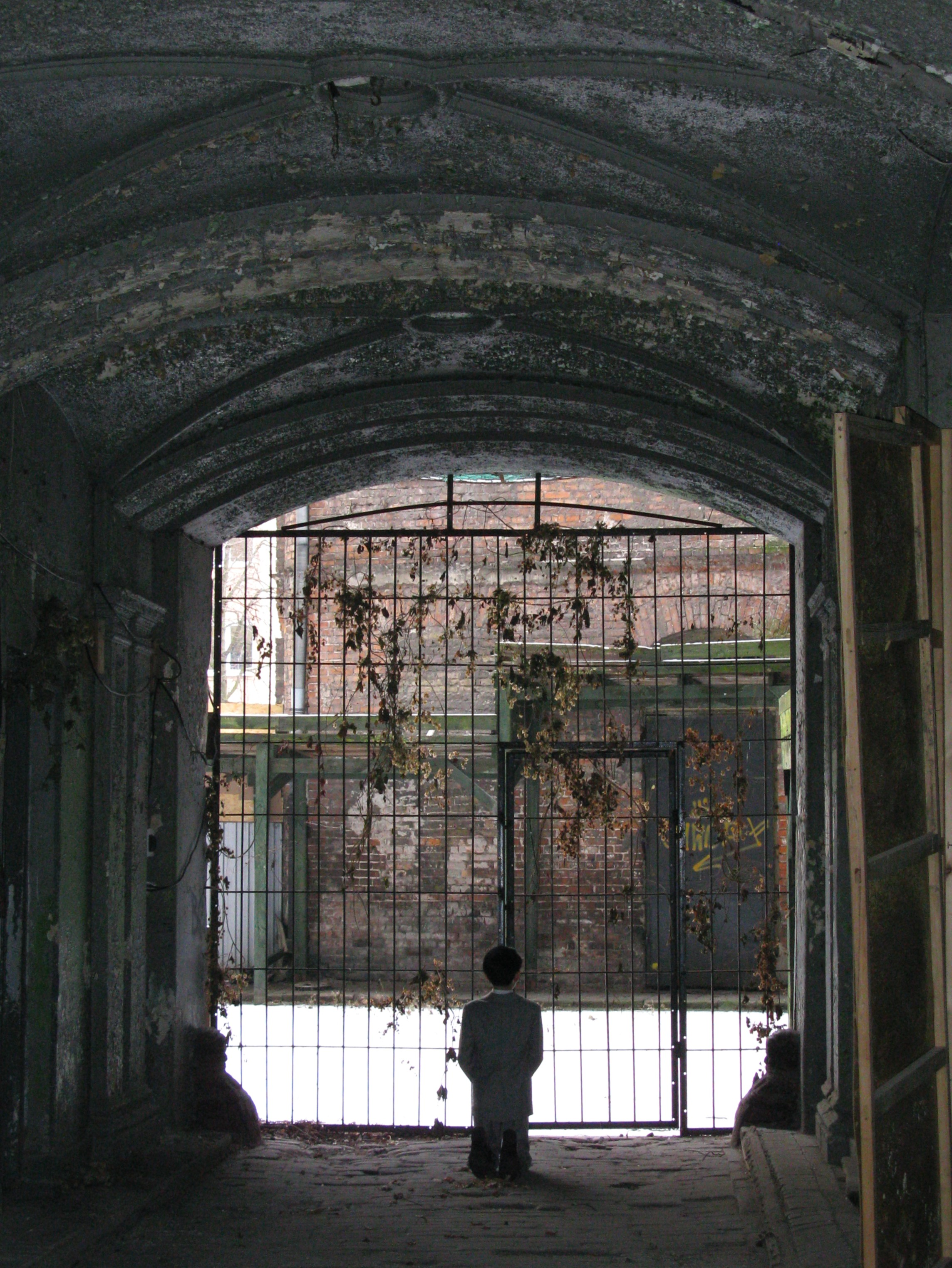
Он Маурицио Каттелана (2001), изображающий Адольфа Гитлера, стоящего на коленях в молитве, выставлен во внутреннем дворе бывшего Варшавского гетто

«Он» (2001) — скульптура, напоминающая школьника, стоящего на коленях в молитве, за исключением того, что голова была заменена реалистичным изображением Адольфа Гитлера. Скульптуру часто выставляли в конце длинного коридора или в противоположном конце белой комнаты, отвернутой от зрителя, чтобы он не смог узнать человека, пока не подойдет достаточно близко. Картина художника «Доказательство его личности» (2001) была продана на аукционе Christie’s в 2016 году за 17 189 000 долларов.

## Гитлер в художественной литературе
WorldCat перечисляет 553 опубликованные книги под этим заголовком.

### Романы
- В рассказе Роальда Даля «Генезис и катастрофа: правдивая история» 1962 года рассказывается о несчастливом муже в Австрии в 1889 году, чья жена вот-вот родит. Отец пессимистично настроен по поводу выживания ребенка, поскольку все их предыдущие трое детей умерли в младенчестве. Врач упрекает его за мрачность, но уверенность в себе подкрепляется убежденностью жены в том, что их новорожденный ребенок, мальчик, выживет. Отец называет своего новорожденного сына Адольфом Гитлером.
- Книга Адольфа Гитлера «Моя борьба — нарисованные воспоминания о большом времени» 1968 года [Адольф Гитлер "Моя борьба — нарисованные воспоминания о большом времени] by ISBN 3-446-15063-3. is a satire из «Майн Кампф»[34]
- В романе английской писательницы Берил Бейнбридж «Юный Адольф» (1978) 23-летний Гитлер отправляется в Ливерпуль навестить своих английских родственников. Историко-фантастический роман Рона Хансена «Племянница Гитлера» 1999 года проводит параллель между приходом Гитлера к власти в 1920-х и 1930-х годах и его отношениями со своей племянницей (и тайной любовницей) Гели Раубаль. В романе английского писателя Д. М. Томаса «Охотники на снегу» (2014) молодой Гитлер (известный под боевым псевдонимом «Волк») вступает в связь с Анной Фрейд и ее отцом Зигмундом, проживая в Вене.

Гитлер появляется во многих романах об альтернативной истории.
- В романе Герберта Уэллса «Облик грядущего» (1933) неспособность Гитлера возродить немецкую экономику путем перевооружения привела к тому, что мировой экономический кризис продолжался в течение тридцати лет одновременно со Второй мировой войной — войной, ведущейся между странами, уже находящимися на грани экономического коллапса, который ускоряется война. Вторая мировая война разразилась в январе 1940 года пожаром в Европе из-за ожесточенного столкновения между немцами и поляками в Данциге, что точно соответствует фактическому началу Второй мировой войны. Однако воображаемая война Уэллса резко отличается от реальной войны, когда Польша доказывает, что в военном отношении подходит Германии. Безрезультатная война длится десять лет. В конечном итоге в боевые действия втягиваются другие страны, хотя Франция и Советский Союз вовлечены лишь незначительно. Соединенное Королевство сохраняет нейтралитет, а Соединенные Штаты воюют с Японией, что приводит к нерешительным последствиям для обеих сторон. Аншлюс Австрии происходит во время войны, а не до нее
- У романе 1962 г. Филипа К. Дика "Человек в высоком замке"державы Оси выиграли Вторую мировую войну, Америка была завоевана и поделена между Великим Германским рейхом и имперской Японией, Гитлер, пораженный поздними стадиями сифилиса, был помещен в сумасшедший дом вскоре после Второй мировой войны, и его место занял Мартин Борман, а позже Йозеф Геббельс и, возможно, Рейнхард Гейдрих. «Кузнечик лежит тяжело» Хоторна Абендсена, история внутри истории, в которой союзники выиграли войну, в этой временной шкале Соединенное Королевство вносит больший вклад в военные усилия союзников, что приводит к захвату Берлина совместными британскими и российскими войсками, Гитлер также присутствует на этом Нюрнбергском процессе и в конечном итоге признан виновным. казнен за преступления против человечности.
- Точно так же в книге Эрика Нордена «Окончательное решение» 1973 года нацистская Германия выиграла войну и правит миром, но лично Гитлер получил от этого мало пользы. Окончательно сойдя с ума, он содержится в тесном заключении, постоянно крича безразличным охранникам, что его предали, в то время как его двойник занимает его место на публичных церемониях.
- В «Нэнси Кресс» и «Уайлд», чтобы удержать[35] путешественники во времени вмешиваются, чтобы изменить прошлое. Вместо того, чтобы убить Гитлера, гуманные эмиссары из будущего похищают его живым из 1932 года и держат в плену в комфортных условиях; Гитлер проводит свое время в основном за чтением научно-фантастических романов о космических операх, к которым у него развился вкус. В его отсутствие наступает и проходит 1933 год без диктатуры в Германии и без преследований евреев.
- В романе Нормана Спинрада «Железная мечта», вышедшем в 1972 году в жанре альтернативной истории, Гитлер в начале 1920-х годов перестал заниматься политикой, эмигрировал в Америку, выучил английский и стал известным и уважаемым писателем научной фантастики — автором «Властелина свастики», текст которого составляет основную часть книги.
- В скандальной повести Джорджа Штайнера «Переправа в Сан-Кристобаль» 1981 года А. Х. Гитлер переживает окончание войны и убегает в джунгли Амазонки, где его находят и судят охотники за нацистами 30 лет спустя. Защита Гитлера заключается в том, что, поскольку Израиль обязан своим существованием Холокосту, он действительно является благодетелем евреев.
- В фильме Ирвинга Уоллеса «Седьмой секрет» (1985) Гитлер и Ева Браун переживают Вторую мировую войну, убив вместо себя двойников (комика по имени Манфред Мюллер и его подругу) (Мартином Борманом и другими), инсценируя убийство так, чтобы оно выглядело как самоубийство.
- В фильме Айры Левина «Мальчики из Бразилии» 1976 года Гитлер вступил в сговор с Йозефом Менгеле, чтобы клонировать себя перед смертью. Используя кровь Гитлера, Менгеле в 1960-х годах начинает проект по клонированию нескольких гитлеров и распределению младенцев Гитлера по семьям, похожим на семьи оригинала. Позже Менгеле пытается воссоздать социологическую среду юности Гитлера, начиная с убийства отцов всех клонов Гитлера. План Менгеле состоит в том, чтобы в конечном итоге создать второго Гитлера, который достигнет совершеннолетия в 21 веке и установит Четвертый рейх.
- Поддельные дневники Гитлера, известные как «Дневники Гитлера», были опубликованы в Западной Германии журналом Stern в 1983 году.
- Роман Роберта Ладлэма «Дозор апокалипсиса» 1995 года достигает своей кульминации в разрушении Четвертого рейха, действие которого происходит в 1990-х годах, и обнаружении древнего Адольфа Гитлера, контролирующего огромную транснациональную корпорацию.
- Роман Роберта Харриса «Отечество» 1992 года основан на вымышленной победе Германии во Второй мировой войне и встрече Гитлера с президентом США Джозефом П. Кеннеди в 1960-х годах.
- В «Заговоре против Америки» (2004) Филип Рот представляет, какой была бы жизнь в Соединенных Штатах, если бы Чарльз Линдберг победил Франклина Д. Рузвельта и стал президентом в 1940-х годах, объединив Америку с нацистской Германией.
- Гитлер также является главным «протагонистом» в немецком мрачном сатирическом романе Тимура Вермеса «Er ist wieder da» («Смотрите, кто вернулся»), опубликованном в 2012 году. Показано, что Гитлер каким-то образом пробуждается, снова оживает, в Берлине 2011 года и, поскольку никто не верит, что он действительно Гитлер, становится мемом на YouTube как подражатель Гитлера.[36][37]
- В романе Лави Тидхар «Человек лежит во сне» (2014) изображен тонко замаскированный Гитлер (известный под псевдонимом «Волк», который Гитлер использовал в 1920-х годах) в качестве частного детектива в Лондоне 1930-х годов, в мире, где коммунисты, а не Нацисты, пришедшие к власти в Германии.
- В романе Ньюта Гингрича и Уильяма Р. Форстхена «1945» (1995), где Соединенные Штаты всего лишь вступили в войну и победили Японскую империю, позволив нацистской Германии навязать мирный договор с Советским Союзом, Америка не заинтересована вмешиваться в европейский конфликт, даже Британская империя с Европа, на пороге которой доминирует Германия, растрачивает большую часть своих ресурсов на колониальную войну в бывшем французском Индокитае, однако, когда встреча между Гитлером и президентом США Эндрю Харрисоном проходит неудачно, после встречи в Рейкьявике, Исландия, Гитлер разрабатывает план уничтожения США и Великобритании. К этому относится, в рамках подготовки красивая немецкая шпионка соблазняет и подкупает главу администрации Белого дома и делает его ключевым немецким шпионом, а Эрвин Роммель вторгается в Шотландию.
- В романе Джеймса Герберта «48-й» (1996) перед совершением самоубийства Гитлер приказывает запустить биологическое оружие в форме ракеты «Фау-2», чтобы уничтожить все живое на Земле.
- В романе Стивена Фрая «Творя историю» (1996) рассказывается о двух мужчинах Майкле Янге и профессоре Лео Цукермане, которые строят машину времени, возвращаются в прошлое и подсыпают в напиток отца Гитлера противозачаточную таблетку постоянного действия для мужчин, делая его бесплодным, таким образом, Гитлер никогда не рождается, однако, когда они возвращаются в настоящее они обнаруживают, что избавились от Гитлера только для того, чтобы заменить его кем-то гораздо худшим, Рудольфом Гольбером.
- Роман Ханса Альфредсона «Внимание и Полше ског» (1996) В 1941 году шведские коммунисты взрывают немецкий поезд, проходящий через Швецию, убивая Еву Браун, что приводит Гитлера к успешному вторжению в Швецию, из-за этого операция «Барбаросса» откладывается на три недели, что позволяет Сталину лучше подготовиться, вторжение союзников в Нормандию находится в процессе весна 1944 года, а не июнь, в декабре того же года Гитлер совершает самоубийство, Швеция освобождается совместными британскими и русскими войсками, и война заканчивается годом раньше.
- В фильме Гая Уолтерса «Лидер» (2003) король Эдуард VIII никогда не отрекается от престола, женится на Уоллис Симпсон, что приводит к победе Освальда Мосли на выборах 1935 года, объединению Соединенного Королевства с державами Оси, Мосли вступает в сговор с Гитлером, чтобы присоединиться к нему в «Окончательном решении».
- В сериале Кэтрин Эпплгейт «Аниморфы» Адольф Гитлер появляется в третьей книге дополнительного сериала «Мегаморфы» как альтернативная версия самого себя, где он всего лишь водитель франко-немецких войск. Тобиас убивает его, используя превращение Тобиаса в Хорк-Баджира, где его горло перерезается запястными лезвиями Хорк-Баджира.
- Гарри Горлица часто использует альтернативную историю в своих романах, включая Адольфа Гитлера. В «Дяде Альфе» Гитлер изображен сержантом фельдгендерии, в «Присутствии моих врагов» одерживает победу над «осью», а фюрер — самый могущественный человек в мире. В ходе начавшейся войны Гитлер был убит, а нацистское правительство свергнуто в результате государственного переворота. Серия «Мировая война» (1993—2004) представляет вторжение инопланетян на Землю во время Второй мировой войны. Гитлер посылает Иоахима фон Риббентропа вести переговоры о перемирии между странами Оси и союзными державами и остается фюрером до своей смерти, его преемником становится Генрих Гиммлер.
- Фартинг Джо Уолтона в этой альтернативной истории Бегству Рудольфа Гесса в Шотландию в мае 1941 года удается успешно договориться об условиях мира с Соединенным Королевством, главным образом потому, что Соединенные Штаты никогда не вмешиваются в конфликт, это потому, что императорская Япония никогда не нападает на Перл-Харбор, в результате чего Британская империя выходит из войны, и к 1949 году Британия также стала фашистской диктатурой, продолжение «Хапенни» главный герой, инспектор Питер Кармайкл, должен остановить попытку убить Гитлера, когда он приезжает в Лондон в рамках новой дружбы двух стран.
- В фильме Филипа Керра «Мир Гитлера» (2005) Гитлер, понимая, что проиграет войну, пытается договориться о мире с Франклином Д. Рузвельтом, Иосифом Сталиным, Уинстоном Черчиллем.
- В фильме Гая Сэвилла «Африканский рейх» (2011) Соединенное Королевство терпит поражение от нацистской Германии во время Дюнкеркской кампании, лорд Галифакс становится премьер-министром и подписывает пакт о ненападении с Германией, заканчивающий войну. 1952 две империи поделили Африку между собой. Гитлер депортирует евреев в рамках Мадагаскарского плана.
- В книге Лена Дейтона «XPD» Группа бывших офицеров СС пытается захватить власть в Западной Германии, в которой они намерены опубликовать некоторые документы военного времени о секретной встрече Черчилля и Гитлера в июне 1940 года.

### Театр

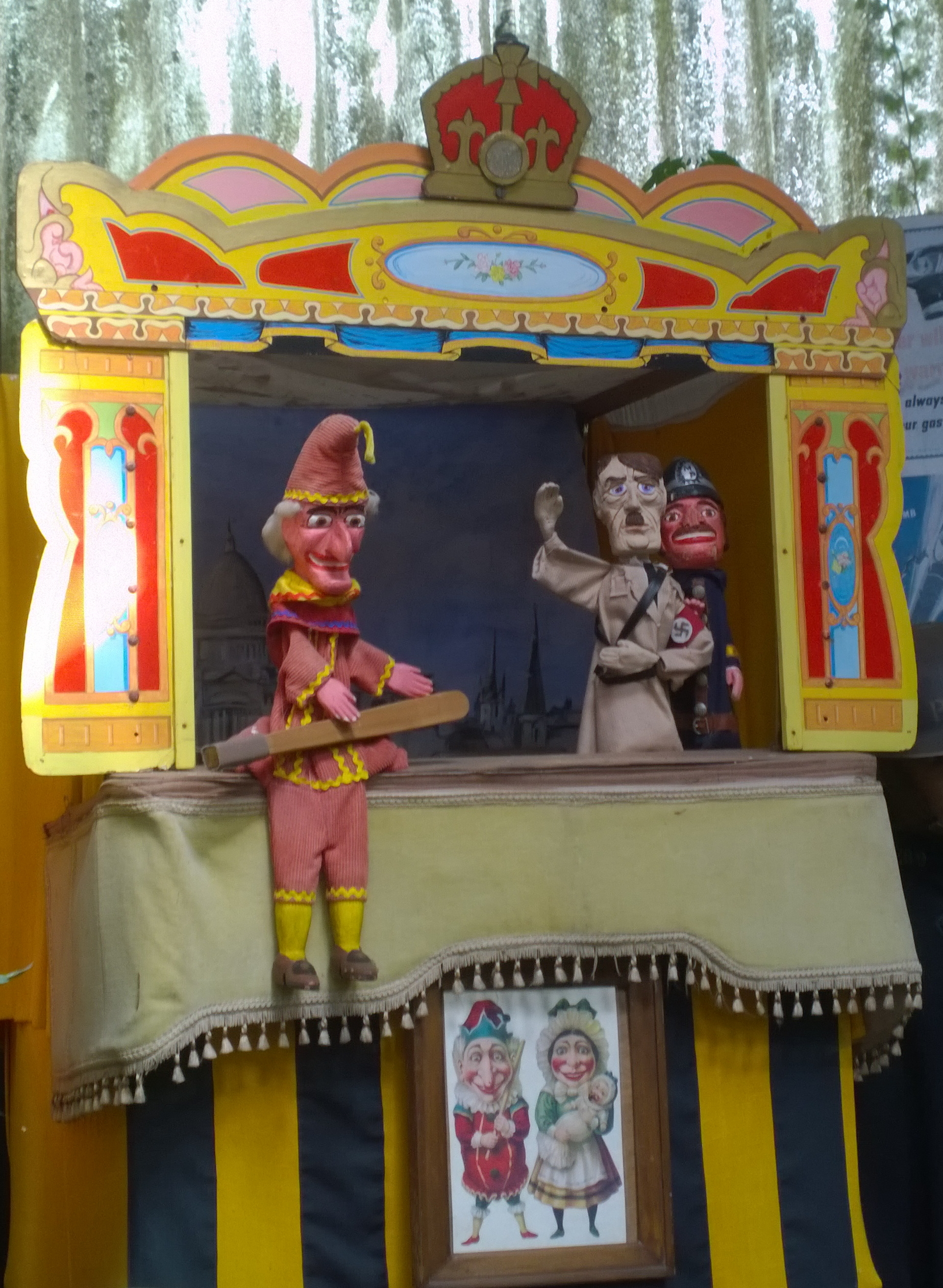
Персонаж Гитлера, появляющийся в кукольном спектакле «Панч и Джуди» в Англии

Гитлер попал на сцену благодаря японскому писателю Юкио Мисиме, который написал пьесу под названием «Мой друг Гитлер» (Вагатомо Хитора), пересказывающую «Ночь длинных ножей». Более того, венгерский писатель Джордж Табори написал комедию под названием «Майн кампф», в которой Гитлер изображался бедным молодым человеком, который приезжает в Вену, желая стать художником. Гитлер появляется как второстепенный персонаж в фильме Стэнли Эвелинга «Глухая ночь», действие которого разворачивается над бункером фюрера, когда русские входят в Берлин. «Доктор Фрейд сейчас увидит вас, мистер Гитлер» (2008) — радиопостановка Лоуренса Маркса и Мориса Граня, представляющая воображаемый сценарий, в котором Зигмунд Фрейд лечит молодого Гитлера. Тоби Джонс сыграл Гитлера. Действие бенгальской пьесы Утпала Датта «Баррикада» 1975 года происходит во времена прихода Гитлера к власти.
В 2021 году театр Gamma Ray запустил свою дебютную постановку «Эй, Гитлер!» Написанная гэмпширским драматургом Дэвидом Маккаллохом, пьеса рассказывает нерассказанную «правдивую» историю о том, как Гитлер и другие высокопоставленные члены Третьего рейха на самом деле бежали из Германии в конце войны и скрывались в Йоркшире. Пьесу похвалили за «острую, как бритва, сатиру» и диалоги в стиле Блэкэддера, и выступил на Brighton Fringe 2022.

## Кинофильмы

### Фильм
- Бобби Уотсон сыграл Гитлера в
  - The Devil with Hitler (1942)
  - Hitler – Dead or Alive (1942)
  - That Nazty Nuisance (1943)
  - The Miracle of Morgan's Creek (1944)
  - The Hitler Gang (1944)
  - A Foreign Affair (1948)
  - The Story of Mankind (1957)
  - On the Double (1961)
  - The 4 Horsemen of the Apocalypse (1962)
- The Ace of Aces (1982), Günter Meisner играет Гитлера и сводную сестру Гитлера Анжелу
- Blazing Saddles (1974): актер, который играет Гитлера в фильме съедает в Уорнер Бразерс комиссар
- Blubberella (2011): его сыграл режиссер фильма Уве Болл
- The Boys from Brazil (1978): сумасшедший клонирует Гитлера
- The Bunker (1981), играет Энтони Хопкинс
- BloodRayne: The Third Reich (2011), играет Борис Бакал
- Bosko's Picture Show (1933): Гитлер преследует Джимми Дуранте с топором.
- Captain America: The First Avenger (2011): Стив Роджерс выступает в туре war bond, в котором он «нокаутирует» Гитлера; он говорит членам подразделения Баки Барнса: «Я нокаутировал Адольфа Гитлера более 200 раз!»
- Карл Экберг сыграл Гитлера в
  - Citizen Kane (1941)
  - Man Hunt (1941)
  - The Wife Takes a Flyer (1942)
  - Once Upon a Honeymoon (1942)
  - What Did You Do in the War, Daddy? (1966)
- Chaplin (1992): Чарли Чаплин отказывается пожать руку мужчине, обсуждающему Гитлера на вечеринке, и обсуждает его со своим братом Сидни во время подготовки к съемкам фильма «Великий диктатор».
- Countdown to War (1989), играет Иэн Маккеллен[40]
- The Crazy Adventure (1965), в исполнении Эндрю Хьюза: Гитлер сбегает из Берлина и отправляется на подводной лодке на свою секретную базу, расположенную на острове недалеко от Японии, где он продолжает создавать ракеты для уничтожения своих противников, пока Сумасшедшие кошки не обнаружат это местоположение десятилетия спустя.
- Daffy – The Commando (1943): Даффи Дак бьет Гитлера молотком по голове
- Deadpool 2 (2018): Во время сцены после титров (только расширенная версия) Дэдпул использует устройство для путешествий во времени Кейбла, чтобы убить Гитлера в младенчестве.
- Dear Friend Hitler (2011), исполняет Рагхувир Ядав
- The Death of Adolf Hitler (1973), играет Фрэнк Финли
- Фриц Диц сыграл Гитлера в
  - Ernst Thälmann — Führer seiner Klasse (1955)
  - Frozen Flashes (1967)
  - I, Justice (1967)
  - Liberation (1970-1)
  - Seventeen Moments of Spring (1973)
  - Take Aim (1974)
  - Soldiers of Freedom (1977)
- Dragon Ball Z: Fusion Reborn (1995): Гитлер сбегает из ада и пытается захватить город
- The Empty Mirror (1996), играет Норман Родуэй
- Europa, Europa (1990), играет Рышард Пьетруски
- Fatherland (1994), режиссер: Кристофер Менол
- Fullmetal Alchemist the Movie: Conqueror of Shamballa (2005): Эдвард узнает от Лэнга, что Общество Туле планирует использовать оружие из его мира, чтобы помочь Гитлеру в его попытке начать революцию
- The Good Shepherd (2006): Фредерикс ведет Уилсона на встречу, где обсуждается Гитлер; Мурах вербует Уилсона, чтобы разоблачить Фредерикса как нациста
- The Great Dictator (1940): Аденоид Хинкеля — это пародия на Гитлера
- Hellboy (2004): Новому агенту BPRD Джону Майерсу говорят, что Гитлер умер в 1958 году, а не в 1945-м
- Hitler (1962), играет Ричард Бейсхарт
- Hitler, ein Film aus Deutschland (1977) документальный фильм Ханса-Юргена Сиберберга[41]
- Der Röhm-Putsch (1967), играет Курт Клопш
- Hitler: The Last Ten Days (1973), играет Алек Гиннесс
- Hitler Umanath (1982): робкий человек, похожий на Гитлера, становится лидером
- Hitler’s Brain and the Robot from Hell (2015): Ученый непреднамеренно воскрешает Гитлера, вставляя его мозг в робота, предназначенного для другой исторической фигуры
- Hitler's SS: Portrait in Evil (1985), играет Колин Дживонс
- Мо Ховард спародировал Гитлера как «Мо Хейлстоуна» в двух короткометражных сюжетных фильмах The Three Stooges:
  - «Ты, нацистский шпион!», первая голливудская киноработа, высмеивающая Гитлера, вышедшая на экраны за девять месяцев (январь 1940 года) до Великого диктатора[42][самостоятельно публикуемый источник]
  - Я больше никогда не буду «Хайль», продолжение «Ты, нацистский шпион»! (выпущен в июле 1941 года)
- Бесславные ублюдки (2009), роль Мартина Вуттке
- Горит ли Париж (1966), которого играет Билли Фрик
- Эс гешах, 20 лет. Джули (1955), режиссер Г. В. Пабст
- Jojo Rabbit (2019), его играет Тайка Вайтити: он появляется как воображаемый друг члена Гитлерюгенда Йоханнеса «Джоджо» Бетцлера, поначалу ведущий себя по-детски, но становящийся все больше похожим на реального диктатора, поскольку Джоджо все больше ставит под сомнение нацистскую доктрину
- The King's Speech (2010), King George VI watches a newsreel of Hitler giving a speech
- King of Hearts, young Corporal Adolf played by Philippe de Broca suggests burning a French town.
- A Kitten for Hitler (2007) by Кен Рассел
- Jorma Taccone played Hitler in
  - Kung Fury (2015)
  - Kung Fury 2 (2020)

### Телевидение
- Опасность 5 (2012—2015): Шпионы союзников преследуют Гитлера, который необъяснимым образом все еще жив в 1960—1980-х годах.
- Мужчина, ищущий женщину (2015—2017): В первом эпизоде первого сезона бывшая девушка главного героя встречается со старым Гитлером.

#### Documentaries
- Мир в состоянии войны (1974): телесериал «Темза», который содержит много информации о Гитлере и нацистской Германии, включая интервью с его секретарем Траудль Юнге «Последние дни Адольфа Гитлера»: эпизод из сериала Би-би-си «Тайны Второй мировой войны» рассказывает о последних днях Гитлера
- Нацисты: предупреждение из истории (1997): шестисерийный телесериал Би-би-си о том, как культурные и образованные немцы приняли Гитлера и нацистов. Консультантом по истории был Ян Кершоу «Я тотен Винкель — секретари Гитлера» («Слепое пятно: секретарша Гитлера») (2002): 90-минутное интервью с Траудль Юнге. Снято австрийским режиссером-евреем Андре Хеллером незадолго до смерти Юнге от рака легких.
- Undergångens arkitektur (Архитектура рока) (1989): документальный фильм о национал-социалистической эстетике в представлении Гитлера «Телевидение под свастикой» (1999): документальный фильм Майкла Клофта об использовании телевидения в нацистской Германии в пропагандистских целях с 1935 по 1944 год
- Гитлер: Восстание зла (2003): двухсерийный телесериал о ранних годах правления Адольфа Гитлера и его приходе к власти (до 1933 года) с Робертом Карлайлом в главной роли.
- Руины рейха (2007): серия из четырех частей, рассказывающая о взлете и падении Гитлеровского рейха, созданная историком Р.Дж. Адамсом
- Апокалипсис: Гитлер (2011): телесериал из двух частей, повествующий о возвышении Адольфа Гитлера и зарождении нацистской идеологии

### Комиксы и мультфильмы
В комиксах DC Comics Гитлер фигурирует несколько раз. В Strange Adventures #3 (декабрь 1950 — январь 1951) есть история, в которой Гитлер захвачен космическими пришельцами незадолго до попытки самоубийства. Фальшивый труп оставляют для того, чтобы его нашли эсэсовцы. В наказание за преступления Гитлера пожизненно заключают в одиночку на ракетный корабль, который будет путешествовать по космосу, пока он не умрет (ракетный корабль может автоматически производить для него еду); в часы бодрствования его заставляют слушать бесконечную циклическую запись всех речей, которые он когда-либо произносил. Персонаж, известный как Неизвестный солдат, впервые появившийся в июне 1966 года, убивает Гитлера, некоторое время выдает себя за него, а затем притворяется, что его смерть была самоубийством. В Приключениях Аутсайдеров #33-35 барон Бедлам создает клон Гитлера. Планируя придать клону ту же личность, что и оригиналу, Бедлам дает ему умственно отсталую горничную-еврейку, несколько фильмов о Холокосте и пистолет. По замыслу Бедлама, клон должен принять нацизм и в конце концов убить горничную, чтобы «показать себя» Гитлером. Вместо этого клон, осознав свою связь со зверствами, которые он видит, кончает жизнь самоубийством.
В книге DC Comics «Золотой век» из серии Elseworlds мозг Гитлера успешно пересаживается в мозговую кастрюлю Дайна-Майта. Теперь, притворяясь супергероем по имени Динаман, он строит планы по воскрешению нацистских идеалов с помощью Ультрагуманита. Он обладал магическим предметом, Копьем Судьбы, который давал ему контроль над сверхсильными существами, проникшими на территорию нацистов, что объясняет, почему Общество Справедливости Америки не вошло в Берлин и не закончило войну.
В комиксах Fawcett Pre-Crisis он был членом Общества монстров зла вместе с Бенито Муссолини и Хидеки Тодзио, а другие нацисты, такие как (Список врагов Капитана Марвела (DC Comics)) Герр Фоул, были другими членами Общества. Было показано, что он помог в создании суперсильного арийского суперзлодея Капитана Наци.
В журнале Weird War Tales #58 (1977) «Смерть диктатора» Гитлер убивает бредящего человека, одетого в лохмотья, после чего впадает в условную анимацию, веря, что история повторится и он сможет восстановить Третий рейх. История заканчивается тем, что нашего Гитлера с длинными волосами убивают точно таким же образом, как и бродягу в лохмотьях. Последняя панель показывает, что ученый был слишком прав в том, что история повторится, поскольку убийца Гитлера выглядит точно так же, как и он сам, и он отправляется в свою камеру, где будет находиться в подвешенном состоянии, и эти события будут повторяться… вечно.
В комиксе The Savage Dragon Эрика Ларсена (издательство Image Comics) Гитлер умер не в 1945 году, а после схватки с Хеллбоем в Румынии в 1952 году. Его тело разрушено, мозг пересажен в тело большой гориллы. Страдая амнезией и называя себя Брейниэйпом, химера обладает огромными псионическими способностями и вступает в преступную организацию Чикаго, штат Иллинойс, известную как Порочный круг, со временем становясь ее лидером. О своем прошлом он вспоминает только в 1996 году, когда снова сталкивается с Хеллбоем, вместе с врагом Порочного круга, мета-талантливым полицейским по имени Дракон. Тело обезьяны убивают, и выясняется, что мозг Гитлера мутировал и может жить без помощи каких-либо технологий или тела хозяина, передвигаясь на крошечных ножках.
Злодей Ненавистник из Marvel Comics — это сознание Гитлера, перенесенное в клонированное тело нацистским ученым Арнимом Зола. Оригинальный Гитлер, вместо того чтобы покончить с собой, столкнулся с Человеческим Факелом и его приятелем Торо после того, как Ева Браун покончила с собой. Два героя подожгли Гитлера, когда он пытался взорвать бомбу. Умирая, он приказал одному из своих верных последователей, находившемуся неподалеку, сообщить всему миру о своем самоубийстве. Клон погибает в «Фантастической четверке» #21, когда Невидимая девушка заставляет его ударить лучом ненависти по своим же солдатам, чтобы они застрелили его за то, что он втянул их в битву с Фантастической четверкой. На момент своей смерти он планировал начать войны с помощью луча, вызывающего ненависть, противоядием к которому обладал только он, начав с южноамериканской страны. Он также проповедовал идеи фанатизма, находясь в Америке. В другой истории Гитлер предстает в адском царстве демона Мефисто. В британском комиксе 2000 AD сюжетная линия под названием The Shicklgruber Grab от Strontium Dog охотники за головами мутантов Джонни Альфа и Вульф Штернхаммер нанимаются вернуться в 1945 год и доставить Гитлера в будущее для суда. Гитлер, убивший Еву Браун вскоре после женитьбы на ней и использовавший своего простодушного двойника для самоубийства, чтобы сбежать и основать Четвертый рейх, оказывается затянутым в будущее, не понимая, что происходит.
Компания Warner Bros. выпускала мультфильмы военного времени, в которых постоянно пародировала Гитлера, его черты характера и причуды. Большинство (если не все) мультфильмов с Гитлером и нацистами в качестве антагонистов заканчивались тем, что американский герой мультфильма (например, Багз Банни или Даффи Дак) высмеивал Гитлера.
Японский художник манга Сигэру Мидзуки написал книгу Gekiga Hitler, впервые опубликованную в журнале Weekly Manga Sunday в 1971 году и изданную на английском языке в 2015 году под названием Shigeru Mizuki’s Hitler издательством Drawn & Quarterly.
В эпизоде «Альтернативные истории» из мультсериала Netflix «Любовь, смерть и роботы» в центре внимания пять сценариев, в которых происходит альтернативная смерть диктатора.
В серии комиксов «Лига выдающихся джентльменов» Алана Мура, действие которой происходит в альтернативной вселенной, где несколько других произведений фантастики являются реальностью, Аденоид Гинкель, подражатель Гитлера, сыгранный Чарли Чаплином в фильме «Великий диктатор», является реальным человеком и играет в комиксе ту же роль, что и Гитлер в реальной жизни. В мире «Лиги экстраординарных джентльменов» Томайния (страна, которой управлял Хинкель в «Великом диктаторе») была аннексирована нацистской Германией по аналогии с аншлюсом, и эмблема «Двойной крест», используемая в фильме для Томайнии, контролируемой Хинкелем, в реальности используется как нацистский флаг вместо свастики, что означает, что эта версия Хинкеля не совсем такая же, как в фильме. Личность комиксового Гинкеля сочетает в себе шутовской менталитет киношного Гинкеля и злобную тиранию Гитлера как в реальной жизни, так и в различных вымышленных произведениях, которые его изображают. Хинкель вскользь упоминается в томе III: Век но появляется в качестве персонажа только в фильме «Немо: Розы Берлина», который входит в трилогию «Немо». В «Немо: Розы Берлина» также упоминается, что американский комик по имени «Адди Гитлер» снял фильм, высмеивающий режим Хинкеля, что является очевидной отсылкой к «Великому диктатору».

## Гитлер в музыке
Во многих песнях так или иначе рассказывается о Гитлере, например, в песне «Götterdämmerung» группы Stratovarius прямо упоминается история Гитлера и нацистского режима. Дэвид Боуи также говорил, что «Гитлер был первой рок-звездой», и в свое время хотел снять фильм, основанный на жизни Генриха Гиммлера. Песня «Heads We’re Dancing» Кейт Буш рассказывает о женщине, которая всю ночь танцует с очаровательным незнакомцем, а на следующее утро узнает, что он — Адольф Гитлер. Техасская грув-метал группа Pantera написала и записала песню под названием «By Demons Be Driven». В ней рассказывается о том, как Гитлер страдал от паранойи и начал ненавидеть еврейский народ и религию. Дебютным синглом австралийской группы TISM стала песня «Defecate on My Face», посвященная предполагаемой копрофилии Адольфа Гитлера. У австралийской комедийной труппы Doug Anthony Allstars была песня «Mexican Hitler», в которой рассказывалось о том, каким был бы Гитлер, родись он мексиканцем. Она прозвучала в их телевизионном шоу DAAS Kapital.
В песне «Hitler as Kalki» апокалиптической фолк-группы Current 93 используется идея Савитри Деви о том, что Гитлер был аватарой индуистского бога Калки. Песня «Two Little Hitlers» Элвиса Костелло, внешне напоминающая песню о паре, лишенной любви, но, по слухам, являющаяся реальным отражением отношений между певцом и его продюсером Ником Лоу (который ранее записал песню под названием «Little Hitler», сходство которой привело к предположениям о происхождении более поздней песни) в альбоме Armed Forces. Antony and the Johnsons выпустили в своем дебютном альбоме песню «Hitler in My Heart», в которой термин «Гитлер» обычно используется как метафора для обозначения плохого внутри себя — аналогично в песне «Crack Hitler» группы Faith No More из альбома Angel Dust..
Другие песни имеют более серьезный подход и посвящены влиянию Гитлера на мир. Трэш-метал группа Flotsam and Jetsam записала песню «Der Fuhrer» для своего альбома Doomsday for the Deceiver. В песне рассказывается о разрушениях, которые Гитлер произвел в Европе. Нью-йоркская метал-группа Anthrax записала песню «The Enemy» для своего альбома Spreading the Disease. В песне обсуждается роль Гитлера в Холокосте.
Есть несколько примеров пародий с участием Гитлера. Бинг Кросби и группа Andrew Sisters ссылаются на Гитлера в песне Hot Time in the Town of Berlin. Песня «Der Fuehrer’s Face» — сложная пародия на нацизм, созданная музыкальным комиком Спайком Джонсом. Это одна из самых известных его мелодий. Рэп-песня под названием «Быть или не быть (Гитлер-рэп)» в исполнении Мела Брукса вошла в альбом саундтреков к фильму «Быть или не быть», но не вошла в сам фильм. Мел Брукс, одетый в костюм Гитлера, поет из-за стола, в то время как танцоры-мужчины в штанах, жгутах и эсэсовских фуражках из черной кожи и танцоры-женщины в чулках в сеточку дико танцуют друг с другом вокруг Гитлера на большом танцполе с шахматным рисунком.
Песни об Адольфе Гитлере включают:
- «Adolf Hitler» Клиффорда Морриса, более известного как Mighty Destroyer.
- «Мистер Гитлер» группы Lead Belly
- «Горячая пора в городе Берлине» Бинга Кросби и сестер Эндрю
- «Defecate on My Face», группа TISM
- «Даже у Гитлера была девушка», автор Mr. T Experience
- «Der Fuehrer’s Face», Спайк Джонс
- «Heads We’re Dancing», Кейт Буш
- «Hitler Has Only Got One Ball» — маршевая песня британских солдат времен Второй мировой войны
- «Springtime for Hitler» из фильма и пьесы «Продюсеры» Мэла Брукса

С развитием искусственного интеллекта в интернете стало появляться много каверов с голосом Гитлера.

## Интернет
Пародийные клипы из фильма «Падение» 2004 года распространились по всему миру через YouTube и другие видеосайты. В пародиях субтитры из оригинального фильма заменены на неправильные. Наиболее часто используемые ролики включают сцену, где Гитлер получает известие о том, что наступающая Красная армия значительно превосходит по численности войска под командованием Феликса Штайнера, и где Гитлер приказывает Отто Гюнше найти группенфюрера СС Германа Фегеляйна. Они снабжены субтитрами, в которых упоминается, что Гитлер гневается из-за различных аспектов современной поп-культуры, таких как политика, онлайн-игры, кино, телевидение, музыка, спорт и многие другие местные и международные события.
Феномен начался на английском языке, но затем распространился на другие языки, включая японский (огромное количество видео на Nico Nico Douga на различные темы), китайский (под влиянием Японии, комментарии о столкновении поездов в Вэньчжоу и многих других сенсационных темах в основном на Tudou и Youku. Кроме того, жители Гонконга использовали клип для критики общественных событий, таких как отказ от подписки на кабельное телевидение, нехватка соли из-за неверного мнения о том, что соль способна защитить от радиации после ядерной катастрофы на Фукусиме), болгарский (высмеивание президента Болгарии Георгия Парванова за то, что он был агентом госбезопасности во времена коммунистической диктатуры и браконьером), Румынский (о президентских выборах 2009 года), хорватский (комментарии о частых делах в правительстве), сербский (о плохих результатах футбольной команды FK Red Star), французский (о погоде), испанский (о самых разных темах, в основном связанных с местными событиями Аргентины и Чили), индонезийский (в основном о местной политике, президентских выборах, культурах, а также повседневной жизни), иврит (о трудностях с поиском места для парковки в Тель-Авиве).
21 апреля 2010 года компания Constantin Film, ответственная за производство и распространение фильма, начала массовое удаление пародийных видео на YouTube. Это удаление подверглось критике со стороны защитников цифровых прав. Вслед за этим появились пародийные видеоролики на тему действий Константина[кого?] по отношению к пародиям.
В общей альтернативной истории Илл Бетисада (1997 год и позже) Адольф Гитлер никогда не занимался политикой, а вместо этого переехал в Новый Амстердам (версия Нью-Йорка в Илл Бетисаде) и писал научную фантастику, подобно версии Гитлера, изображенной в романе «Железная мечта». В отличие от реальной жизни и «Железной мечты», в вымышленной альтернативной вселенной Гитлер никогда не был антисемитом. Гитлеру на самом деле нравились евреи, с которыми он познакомился в начале жизни в Вене, что предотвратило его антисемитизм. Гитлер также создал жанр альтернативной истории в Илл-Бетисаде, и его самое известное произведение, «Железный сон», является примером такого жанра. Злодеи «Железного сна» — это «Империя Занд», которая напоминает нацистов.
На сайте Cats That Look Like Hitler представлены фотографии кошек, которые имеют некоторое сходство с немецким лидером.
Закон Годвина гласит: «По мере того как длится дискуссия в Интернете, вероятность того, что в ней прозвучит сравнение с нацистами или Гитлером, приближается к единице». Отсюда вытекает дополнительная формулировка, также встречающаяся в сети, которая гласит: «Тот, кто первым упомянет Третий рейх, автоматически проигрывает спор».
В 2010 году Гитлер был изображен EpicLLOYD во втором эпизоде YouTube-сериала Epic Rap Battles of History, «Darth Vader vs Hitler», где он противостоит Дарту Вейдеру (изображенному соавтором Nice Peter) в рэп-баттле. В 2011 году в первом эпизоде второго сезона, «Гитлер против Вейдера 2», EpicLLOYD и Nice Peter повторили свои роли во втором рэп-баттле между Дартом Вейдером и Гитлером. и снова в начале третьего сезона, в эпизоде «Гитлер против Вейдера 3», который был выложен 7 октября 2013 года на YouTube-канале сериала.
В 2012 году в Интернете появился мем «HDNW» — это интернет-мем, используемый в целях троллинга для отрицания Адольфа Гитлера, который во время своего правления был ответственен за моральные ошибки, и отрицание Холокоста. Он был создан 4chan, который захватил кампанию Mountain Dew.
В 2013 году на Reddit и в других социальных сетях появился чайник, который прозвали «чайником Гитлера» из-за его явного сходства с Гитлером.

## Искусство

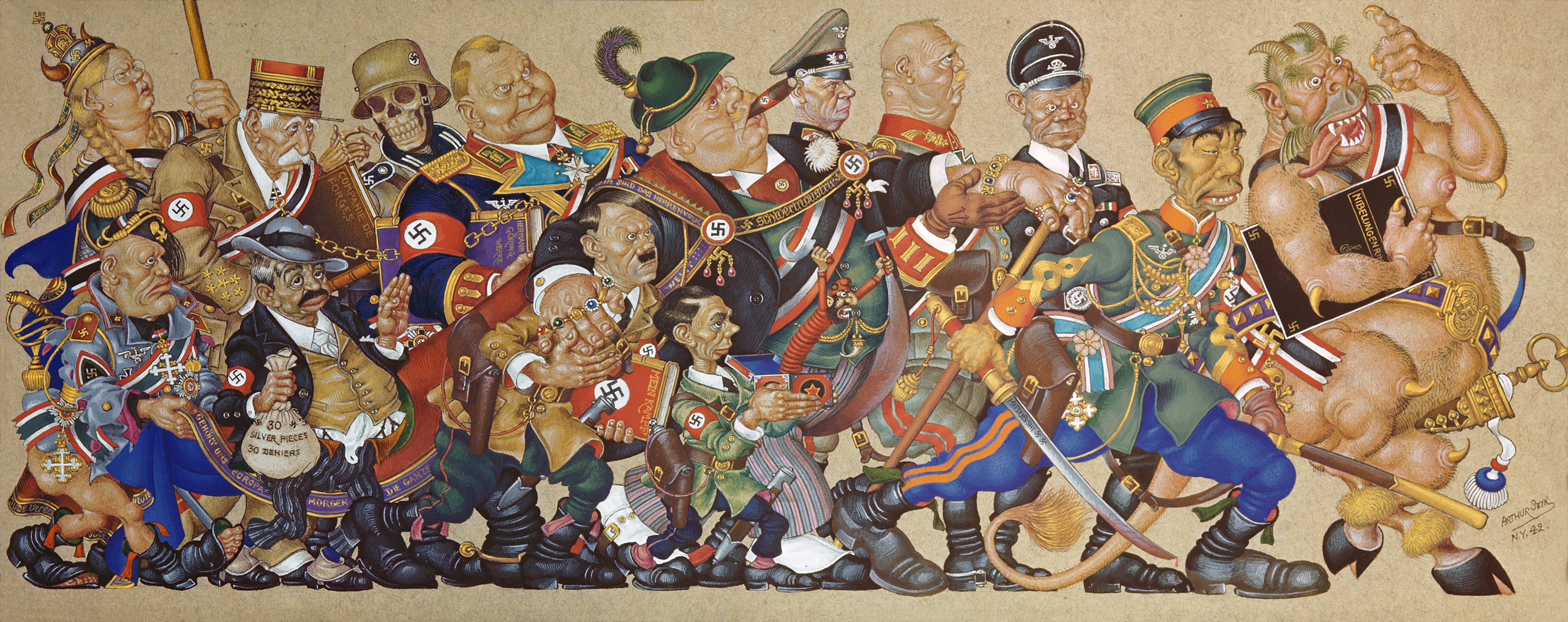
Артур Шик «Сатана ведет мяч»

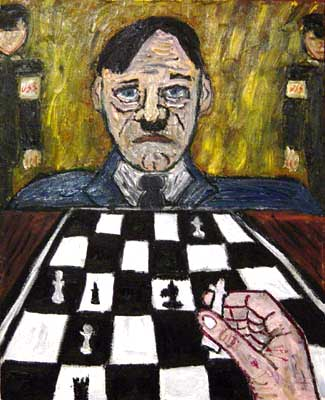
Быть на Доле" Вулф Говард

Сальвадор Дали написал несколько картин с участием Гитлера. На картине «Загадка Гитлера» (1939) изображена разорванная фотография Гитлера на тарелке в типично сюрреалистическом пейзаже, над которым висят сломанный телефон и зонтик. Он также написал картину «Метаморфоза лица Гитлера в лунном пейзаже» (1958). Одна из его поздних работ — «Мастурбирующий Гитлер» (1973), изображающая именно это: Гитлер виден со спины в кресле в центре заснеженного пустынного пейзажа.
На картине «Видение войны» индийского художника А. Рамачандрана Гитлер изображен на воздушном шаре, возвышающемся над марширующими войсками в касках. Картина М. Ф. Хусайна, на которой он изображен вместе с Ганди, вызвала споры с группами хиндутвы в Индии.

## В Индии
Имя «Гитлер» широко используется для обозначения любого человека с чрезмерно авторитарными взглядами, но оно не имеет такого негативного оттенка, как на Западе. Например, в фильме 1998 года «Гитлер» герой-дисциплинарист по прозвищу Гитлер — это просто человек с твердыми традиционными ценностями. Существует еще как минимум три индийских фильма с названием «Гитлер», во всех из которых героем является Гитлер: Гитлер (1996), Гитлер (1997), Гитлер Уманатх. Hitler Didi (My Sister Hitler) — телешоу о персонаже с властной старшей сестрой.
В индийской народной культуре Гитлер — это синоним жесткости; люди часто называют Гитлером своего начальника или строгого учителя.
Гитлер также используется как личное имя в Индии, как в случае с политиком Адольфом Лу Гитлером Мараком. Фильм «Влюбленный Гитлер» рассказывает о человеке по имени «Гитлер», который пытается любить всех. Кроме того, свастика на протяжении веков была в Индии распространенным символом с положительной коннотацией. Согласно книге «Индийская республика,
Недавний фильм Ганди - Гитлеру (2011) был осужден за то, что изобразил его как потерянного героя борьбы Индии за независимость, в то время как памятные вещи Гитлера, включая его автобиографию Майн Кампф, продолжают расти в продаже. В 2006 году ресторан в Мумбаи был вынужден сменить название на неудачное "Крест Гитлера", а в 2012 году магазин одежды "Гитлер" в Ахемдабаде вызвал бурный гнев (показательно, что владелец неудачно названного магазина сказал, что выбрал это название в память о своем деде, строгом дисциплинированном человеке, которого в семье называли "Гитлер").
Согласно Navras Jaat Aafreedi, такие ссылки на Гитлера обычно не связаны с пронацистскими симпатиями, но некоторые индуистские националистические группы рассматривают использование Гитлером свастики как „великую услугу индуизму“ и связывают антисемитскую идеологию с антиисламизмом.
Магазин одежды „Гитлер“ в Ахмадабаде (штат Гуджарат) открылся в середине августа 2012 года. Магазин сразу же стал предметом споров из-за своего названия. На логотипе магазина даже была изображена свастика, вписанная в точку над буквой „i“ в имени Гитлера. Владелец магазина, Раджеш Шах, рассказал журналистам, что не ожидал такого ажиотажа. Он выбрал такое название, потому что деда его делового партнера прозвали „Гитлером“ за его строгий нрав. Он заявил, что не намерен менять название, если только кто-то другой не оплатит расходы. Среди тех, кто возражал против названия магазина, была небольшая еврейская община Ахмадабада. Дипломат в израильском посольстве в Нью-Дели заявил, что посольство заявит индийскому правительству протест в „самых решительных выражениях“. Генеральный консул Израиля в Мумбаи обратился к государственным чиновникам с просьбой обеспечить переименование магазина., но отметила, что, по ее мнению, использование этого названия, скорее всего, является результатом невежества, а не антисемитизма. Сообщалось, что владелец магазина согласился переименовать его после того, как еврейская организация предложила оплатить расходы. В октябре 2012 года муниципальные власти Ахмадабада якобы сняли вывеску магазина без надлежащей процедуры. Позже он был переименован в „Гладиатор“.
Кафе Cross Cafe в Мумбаи ранее называлось Hitler’s Cross cafe. Заведение стремилось привлечь к себе внимание, используя тему Гитлера, и было украшено нацистскими изображениями. Актер Мурли Шарма присутствовал на открытии; когда его спросили, что он думает о названии, он ответил: „Я не очень взволнован, поскольку мало читал об этом человеке. Однако, исходя из того, что я знаю о Гитлере, я нахожу это название довольно забавным“.» Среди альтернативных названий — «Магазин самоса Сталина», «Фалафели аятоллы Хомейни» и «Сочный сок Ким Чена».

## В Таиланде
Hitler Fried Chicken — ресторан быстрого питания в Таиланде, основанный компанией Yum! Brands сети ресторанов Kentucky Fried Chicken. Талисманом Hitler Fried Chicken является Адольф Гитлер в костюме полковника Сандерса. Многие в Таиланде считают Адольфа Гитлера «шикарным».